# متیل متان‌سولفونات
متیل متان‌سولفونات (به انگلیسی: Methyl methanesulfonate) با فرمول شیمیایی C۲H۶O۳S یک ترکیب شیمیایی با شناسه پاب‌کم ۴۱۵۶ است. که جرم مولی آن ۱۱۰٫۱۳ g/mol می‌باشد. 